# XDev (Fernsehsendung)
XDev (auch XDEV geschrieben) war das Fernseh-Computermagazin der XDev Software Corporation in Zusammenarbeit mit der GIGA Digital Television GmbH.
Die von Christiane Imdahl und Markus Stiegler moderierte Sendung lief freitags um 20:00 Uhr auf GIGA. Insgesamt wurden nur vier Folgen produziert, welche bis zur Einstellung des Formats wiederholt wurden.

## Geschichte
Als im März 2007 das Abendprogramm („Prime Time“) des Fernsehsenders GIGA neu gestaltet werden sollte, enthielten erste Programmpläne freitags um 20:00 Uhr ein Format namens XDev - Das Softwaremagazin. Wie kurz vor Inkrafttreten der Änderungen bekannt wurde, hatte das Format jedoch zum damaligen Zeitpunkt die Planungsphase noch nicht überwunden. Vorerst wurde daher auf dem geplanten Sendeplatz Much Adrenaline ausgestrahlt, an dessen Stelle später Anime-Serien und Wiederholungen des Filmmagazins SCREEN traten.
Im September 2007 gab die XDev Software Corporation dann auf ihrer Homepage bekannt, XDev TV solle im November 2007 starten. Bald darauf ging die Webseite xdev.tv mit einer ersten Themenliste, welche sich jedoch als beispielhaft herausstellen sollte, online.
Bis zum Sendestart wurden seitens von GIGA nach und nach mehr Informationen veröffentlicht, etwa zu den Moderatoren. Unklar war bis zuletzt die Sendezeit: Während ursprünglich 20:00 Uhr geplant war, nannte der Programmplan 21:00 Uhr als Zeitpunkt der Ausstrahlung von XDev TV. Tatsächlich lief das Format bis zum Start der neuen Sendung Telespiel am 23. November 2007 um 21:00 Uhr, danach wurde die Sendung um 20:00 Uhr ausgestrahlt.
Nach der Produktion und Ausstrahlung von vier Folgen im November 2007 wurden diese bis Februar 2008 anstelle neuer Sendungen mehrmals erneut ausgestrahlt; eine Stellungnahme von GIGA oder XDEV Software hierzu blieb aus. Anfang März verschwand das Format dann schließlich aus dem Programm von GIGA. Gründe für die Einstellung sind nicht bekannt.

## Aufbau

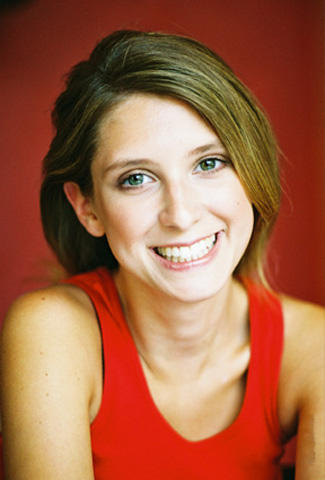
Moderatorin Christiane Imdahl

Jede Ausgabe legte das Augenmerk auf ein Thema aus der Software-Welt, welches Christiane Imdahl zusammen mit Co-Moderator Markus Stiegler von XDEV Software präsentiert wurde. Dazu wurden verschiedene Lösungen vorgestellt und Gäste eingeladen. Außerdem wurden Neuigkeiten aus der Computertechnik präsentiert.
Auch wollte man mit verschiedenen Fachzeitschriften zusammenarbeiten (siehe auch Unterpunkt Verbreitung), was jedoch nur in der ersten Ausgabe tatsächlich der Fall war.

### Studio
XDev wurde im gleichen Studio produziert wie die meisten Formate anderen im GIGA-Abendprogramm. Dieses wird je nach Sendung unterschiedlich dekoriert: Bei XDev befand sich im linken Teil ein Stehtisch mit Computer, rechts schloss sich eine Sitzecke an. Den Hintergrund bildete eine Wand in Backstein-Optik, an der vier Plasmabildschirme angebracht waren.

## Verbreitung
Neben der Ausstrahlung auf GIGA erschien eine Ausgabe von XDev TV im Februar 2008 auf den Heft-CDs beziehungsweise -DVDs der Fachmagazine CHIP und PC-Welt. Außerdem war ursprünglich angekündigt, XDev solle auch von einigen regionalen Fernsehsendern ausgestrahlt werden, was aber offenbar nicht der Fall war.